# Невзоров, Борис Александрович (политик)
Борис Александрович Невзоров (род. 21 сентября 1955, Мичуринск, Тамбовская область) — российский политический деятель, сенатор Российской Федерации от исполнительной власти ― Правительства Камчатского края, член Комитета Совета Федерации по аграрно-продовольственной политике и природопользованию. Председатель Законодательного собрания Камчатского края в 2007—2011 годах. Секретарь Регионального политического совета Камчатского регионального отделения Всероссийской политической партии «Единая Россия» (с 2000 года).
Из-за поддержки российской агрессии в российско-украинскую войну находится под персональными международными санкциями всех стран Европейского союза, Великобритании, Соединенных Штатов Америки, Канады, Швейцарии, Австралии, Украины, Новой Зеландии.

## Биография
- В 1984 г. окончил Всесоюзный заочный юридический институт (ныне МГЮА им. О. Е. Кутафина) по специальности «юрист-правовед».
- Трудовую деятельность начал электролинейщиком высоковольтных линий в механизированной автоколонне № 85 г. Жердевка Тамбовской области.
- После службы в Советской Армии в разведроте воздушно-десантных войск работал в Якутском речном порту, в 1977 г. на Камчатке — в Тиличикском РСУ, после этого в г. Петропавловске-Камчатском грузчиком на рыбоконсервном заводе.
- В 1978 г. направлен на работу в органы внутренних дел, где занимал должности от командира отделения ППС до старшего оперуполномоченного ОБХСС УВД Камчатской области.
- В 1991 г. руководил ТОО «Прибой Самсунг», работал генеральным директором ООО «Устькамчатрыба».
- В 2000 г. — глава Усть-Камчатского районного муниципального образования.
- С 2000 года Секретарь Камчатского регионального отделения партии «Единая Россия».
- В декабре 2001 г. избран депутатом Совета народных депутатов Камчатской области.
- С декабря 2007 г. — председатель Законодательного Собрания Камчатского края.
- 19 декабря 2011 г. назначен представителем от Правительства Камчатского края в Совете Федерации Федерального Собрания Российской Федерации[2].

## Международные санкции
Из-за поддержки российской агрессии и нарушения территориальной целостности Украины во время российско-украинской войны находится под персональными международными санкциями разных стран. С 9 марта 2022 года находится под санкциями всех стран Европейского союза. С 15 марта 2022 года находится под санкциями Великобритании. С 30 сентября 2022 года находится под санкциями Соединенных Штатов Америки «за аннексию Путиным регионов Украины» и одобрения закона о фейках. С 23 марта 2022 года находится под санкциями Канады за «содействие в нарушения суверенитета и территориальной целостности Украины». С 16 марта 2022 года находится под санкциями Швейцарии. С 21 апреля 2022 года находится под санкциями Австралии.
Указом президента Украины Владимира Зеленского от 7 сентября 2022 находится под санкциями Украины. С 3 мая 2022 года находится под санкциями Новой Зеландии.

## Семья
Женат. Четыре дочери.

## Доход и имущество
- За 2021 год официальный доход — 286 447 368 руб.[8]; за 2020 год официальный доход — 169 896 838 руб.[8]; за 2019 год официальный доход — 260 898 265 руб.[8]; за 2018 год официальный доход — 489 068 314 руб.[8]; за 2017 год официальный доход — 337 714 588 руб.[8]; за 2016 год официальный доход — 173 995 395 руб.[8]; за 2017 год официальный доход — 98 593 256 руб.[8]

## Награды
- Орден Александра Невского (13 ноября 2018) — за заслуги в укреплении российской государственности, развитии парламентаризма и активную законотворческую деятельность[9]
- Орден Почёта (18 июля 2006) — за заслуги в укреплении российской государственности и многолетнюю добросовестную работу[10]
- Орден Дружбы (21 декабря 2023 года) — за большие заслуги в развитии и популяризации самбо в Российской Федерации, многолетнюю добросовестную работу[11]
- Благодарность Правительства Российской Федерации (31 декабря 2016 года) — за активное участие в законопроектной деятельности и развитии парламентаризма[12]